# Qiaomaitala
Qiaomaitala (kinesiska: 乔麦塔拉, 乔麦塔拉乡) är en socken i Kina. Den ligger i den autonoma regionen Inre Mongoliet, i den norra delen av landet, omkring 770 kilometer nordost om regionhuvudstaden Hohhot.
Genomsnittlig årsnederbörd är 485 millimeter. Den regnigaste månaden är juni, med i genomsnitt 121 mm nederbörd, och den torraste är januari, med 4 mm nederbörd.